# Roscommon (Míchigan)
Roscommon es una villa ubicada en el condado de Roscommon en el estado estadounidense de Míchigan. En el Censo de 2010 tenía una población de 1075 habitantes y una densidad poblacional de 276,71 personas por km².

## Geografía
Roscommon se encuentra ubicada en las coordenadas 44°29′17″N 84°35′24″O / 44.48806, -84.59000. Según la Oficina del Censo de los Estados Unidos, Roscommon tiene una superficie total de 3.88 km², de la cual 3.87 km² corresponden a tierra firme y (0.47%) 0.02 km² es agua.

## Demografía
Según el censo de 2010, había 1075 personas residiendo en Roscommon. La densidad de población era de 276,71 hab./km². De los 1075 habitantes, Roscommon estaba compuesto por el 95.63% blancos, el 0.28% eran afroamericanos, el 0.65% eran amerindios, el 0.84% eran asiáticos, el 0% eran isleños del Pacífico, el 0% eran de otras razas y el 2.6% pertenecían a dos o más razas. Del total de la población el 0.19% eran hispanos o latinos de cualquier raza.